# André Degroeve
André Degroeve (Sint-Joost-ten-Node,  1 april 1931 - Vorst, 19 mei 2014) was een Belgisch politicus voor de PS en de laatste gouverneur van de provincie Brabant.

## Levensloop
Degroeve promoveerde tot doctor in de rechten, licentiaat politieke en diplomatieke wetenschappen en licentiaat verzekeringsrecht aan de ULB. Van 1982 tot 1986 was hij voorzitter van de raad van bestuur van zijn alma mater.
Beroepshalve werkte hij bij de Beroepsfederatie van verzekeringsmaatschappijen, de Nationale Investeringsmaatschappij en de Nationale Maatschappij van Buurtspoorwegen.
Hij begon politieke activiteiten in 1953, op het nationaal secretariaat van socialistische studenten. Hij werd voorzitter van de Brusselse federatie van de PSB en in 1965 werd hij kabinetsmedewerker van minister Edmond Leburton.
In 1964 werd hij verkozen tot gemeenteraadslid in Vorst, waar hij in 1971 eerste schepen werd en in 1977 burgemeester, wat hij bleef tot in 1988.
Hij werd in 1971 lid van de Kamer van volksvertegenwoordigers voor het arrondissement Brussel en zetelde tot in 1981, en opnieuw van 1985 tot 1989. Van 1981 tot 1985 zetelde hij als senator. In de Kamer werd hij voorzitter van de commissie binnenlandse zaken en voorzitter van de PS-fractie
In 1980 werd hij staatssecretaris voor de Franse Gemeenschap in de kortstondige Regering-Martens II en van 1980 tot 1981 was minister van het Brussels Gewest in de Regering-Martens IV en de Regering-M. Eyskens.
In 1989 werd hij de laatste gouverneur van de provincie Brabant, wat hij bleef tot in 1994. Vervolgens was hij van 1995 tot 1998 gouverneur van het administratief arrondissement Brussel-Hoofdstad.
Hij was lid van de vrijmetselaarsloge Action et Solidarité bij het Belgisch Grootoosten. Hij was getrouwd met Marie-Josèphe Meuter. Het gezin bleef kinderloos.